# Proxmox Virtual Environment
Proxmox Virtual Environment (Proxmox VE ou PVE) é uma plataforma de virtualização criada para prover uma infraestrutura hiperconvergente.
O Proxmox permite o desenvolvimento e manutenção de máquinas virtuais e containers. Ele foi desenvolvido a partir do Ubuntu LTS kernel. São suportados dois tipos de virtualização; a partir do container com LXC (a partir da versão 4.0, é possível substituir o OpenVZ usado até a versão 3.4) e virtualização completa com KVM.
A plataforma inclui uma interface de gerenciamento web. Também há um aplicativo de celular para controlar ambientes PVE.
O Proxmox foi lançado sob os termos da GNU Affero General Public License, versão 3.

## História
O desenvolvimento de Proxmox VE começou quando Dietmar Maurer e Martin Maurer, dois desenvolvedores Linux, descobriram que o OpenVZ não possuia uma ferramenta de backup e gestão de GUI. O KMV estva sendo adotado aos poucos pelo Linux, e foi adicionado ao Proxmox pouco tempo depois.
O primeiro lançamento ao público aconteceu em abril de 2008. O programa suportava virtualização completa e containers, além de conter uma interface web parecida com os concorrentes.

## Características
Proxmox VE é um servidor de virtualização de código aberto que lida com duas tecnologias em uma única interface web: Kernel-based Virtual Machine (KVM) para máquinas virtuais e LXC para containers. Ele também possui ferramentas para a configuração de alta disponibilidade entre servidores, softwares especializados em armazenamento, networking e recuperação em caso de desastre.
O Proxmox VE também dá suporte para migração ao vivo de computadores convidados em nódulos de um único cluster, o que permite que o processo seja realizado de maneira mais suave e sem interromper seus serviços. Desde o PVE 7.3, há uma opção experimental para realizar a migração ao vivo em nódulos desconexos em diferentes clusters.
Para autenticar os usuário para o web GUI, o Proxmox pode usar sua própria base de dados para a autenticação, feita através de PAM, OIDC, LDAP ou Active Directory. Autenticação multifatorial está disponível usando TOTP, WebAuthn ou YubiKey OTP.
Desde o PVE 8.1, foi implementada uma rede definida por software completa com Secure Boot.
O backup de computadores convidados pode ser feito através da ferramenta vzdump. O PVE também pode ser integrado à máquina virtual Proxmox Backup Server (PBS) usando web GUI ou por código através do Proxmox Backup Client.
Desde o PVE 8, junto com o instalador GUI padrão, o programa vem com um instalador semigráfico (IBT) integrado na imagem ISO. A partir do PVE 8.2, é possível fazer a instalação por código de maneira automática.

### Cluster de alta avaliabilidade
Proxmox VE pode ser clusterizado em nódulos de múltiplos servidores.
Desde a versão 2.0, o Poxmox VE oferece opções de alta avaliabilidade para clusters baseados em Corosync. Corosync v.3.x está em uso, porém não é compatível com as versões abaixo de PVE v.6.0. É possível configurar servidores individuais para alta avaliabilidade usando o ha-manager. Se um dos nódulos do Proxmox falhar ou tornar-se indisponível, os servidores virtuais podem ser automaticamene movidos para outro nódulo e reiniciados. A base de dados e o sistema de arquivamento FUSE (pmxcfs) dos clusters do Proxmox torna possível a configuração de cada nódulo de cluster via Corosync com a biblioteca SQLite.
Outro elemento do Proxmox é o sistema de arquivamento distribuido Ceph, que pode ser usado como arquivo compartilhado para computadores convidados.

### Aplicações virtuais
O Proxmox VE possui servidores pré-programados com aplicações virtuais que podem ser baixadas via GUI.